# Khan Noonien Singh
Khan Noonien Singh, anche noto semplicemente come Khan, è un personaggio immaginario del franchise fantascientifico di Star Trek. Khan Noonien Singh è considerato da molti critici il più importante e iconico "cattivo" del franchise di Star Trek ed è inoltre considerato al livello di altri cattivi della fantascienza, come Dart Fener o HAL 9000.
Khan Noonien Singh è stato interpretato dall'attore Ricardo Montalbán, nell'episodio Spazio profondo (Space Seed) della serie classica e nel film Star Trek II - L'ira di Khan (1982); da Benedict Cumberbatch, nel film Into Darkness - Star Trek (2013); da Desmond Sivan, nell'episodio Domani e domani e domani della serie televisiva Star Trek: Strange New Worlds. Il personaggio è inoltre protagonista di romanzi e fumetti del franchise, in particolare Greg Cox gli ha dedicato la trilogia Star Trek: The Eugenics Wars, pubblicata da Pocket Books tra il 2002 e il 2006.

## Storia del personaggio

### Serie classica
Khan è uno dei Potenziati, un gruppo di superuomini modificati geneticamente, ed era considerato il più pericoloso di essi (al punto che due secoli dopo la Federazione vieterà l'ingegneria genetica per paura che possa essere ricreato un tiranno simile a lui). Le sue origini sono ignote, tuttavia viene suggerito che Khan più che nato, sia stato invece creato. Nel 1992 aveva governato il sudest asiatico e il Medio Oriente, ma la sua ambizione era quella di governare l'intera Terra. Ultimo ad essere sconfitto durante le Guerre eugenetiche, Khan e 84 suoi seguaci trovano rifugio in animazione sospesa sulla nave SS Botany Bay e scompaiono lasciando il sistema solare.
La nave e il relativo equipaggio viene ritrovata dall'USS Enterprise nel 2267.
Khan viene risvegliato e portato a bordo dell'Enterprise. In seguito, con l'aiuto della sua amante Marla McGivers, Khan riesce a risvegliare tutti i suoi seguaci e tenta di prendere il controllo dell'astronave. Khan si considera ancora un essere superiore, e crede che ciò gli dia il diritto di governare gli altri uomini; stavolta il suo obiettivo non è più la Terra, ma l'intera galassia.
Sconfitto in un combattimento corpo a corpo con Kirk, nonostante la sua forza superiore, Khan viene messo sotto processo e condannato al confino su Ceti Alpha V.

### Star Trek II - L'ira di Khan
(Khan rivolto a Kirk in Star Trek II - L'ira di Khan)
In seguito all'esplosione di Ceti Alfa VI, il sesto pianeta del sistema, l'orbita di Ceti Alpha V cambia, prendendo il posto del pianeta scomparso e questo provoca terremoti e cambiamenti climatici che trasformano il pianeta in un deserto dall'aria irrespirabile a causa del craylon, un gas che forma la maggior parte dell'atmosfera del pianeta.
Molti superuomini non sopravvivono al disastro; nei 17 anni seguenti altri (tra cui la moglie di Khan, Marla), vengono uccisi dall'anguilla di Ceti, una delle poche specie in grado di sopravvivere al cambiamento climatico.
Nel 2285 una squadra di ricognizione della USS Reliant scende su Ceti Alfa V e viene catturata. Khan, cercando di ottenere informazioni sul Progetto Genesis, si impossessa della Reliant e si mette a caccia dell'Enterprise per vendicarsi di Kirk.
Dopo alcune battaglie, la Reliant ha la peggio: tutto il suo equipaggio rimane ucciso, compreso il suo leale braccio destro Joachim, tranne Khan, che rifiuta di accettare la sconfitta. In un ultimo sforzo disperato egli attiva il dispositivo Genesis, come tentativo estremo di uccidere il suo odiato nemico. Khan muore nella successiva esplosione della Reliant provocata dal Genesis, mentre con un eroico sacrificio, Spock riesce a salvare Kirk e il resto del suo equipaggio dell'Enterprise.

### Into Darkness - Star Trek
Nell'universo alternativo in cui è ambientato il dodicesimo film della serie, Into Darkness - Star Trek, a causa della distruzione di Vulcano, la Flotta Stellare si mise ad esplorare gli angoli più remoti dello spazio e venne recuperata la nave di Khan e dei suoi seguaci. L'ammiraglio Marcus, desideroso di sfruttare il genio tattico e bellico di Khan per sviluppare difese contro l'impero Klingon, violò segretamente il regolamento della Flotta per tirare Khan fuori dall'ibernazione, cambiare il suo aspetto (nel prequel a fumetti del film è spiegato che l'aspetto caucasico di Khan è dovuto a un intervento di chirurgia plastica ordinato da Marcus) e dargli la falsa identità di "John Harrison".
Sotto le sue nuove spoglie, Khan divenne l'agente segreto di Marcus, compiendo attentati terroristici di enorme portata per incriminare i Klingon e sviluppare un'avanzata nave da guerra, la Vengeance. Tuttavia, Khan si ribellò a Marcus quando credette che egli avesse lasciato morire il resto dei suoi commilitoni ibernati (che Marcus teneva come ostaggi per avere Khan sotto controllo), quindi attaccò il quartier generale della Flotta provocando la morte di Christopher Pike e rifugiandosi poi sul pianeta Kronos, patria dei Klingon.
L'ammiraglio Marcus incarica il capitano Kirk di inseguire ed eliminare il fuggitivo. Kirk, invece di ucciderlo, lo cattura e scopre che Khan è stato riportato in vita dallo stesso ammiraglio Marcus per i suoi scopi, al fine di provocare una guerra contro i Klingon. Quando Marcus giunge sulla Vengeance, Kirk e Khan lavorano insieme per infiltrarsi sulla nave e fermarlo. Khan improvvisamente uccide Marcus e prende il comando della Vengeance ma viene abbattuto dall'equipaggio dell'Enteprise al comando di Spock, schiantandosi sulla città di San Francisco. Sopravvissuto all'impatto, viene stordito e catturato da Spock al termine di un inseguimento e un duro e violento scontro. Il suo sangue, che contiene un prodigioso fattore di rigenerazione, viene utilizzato per far resuscitare Kirk che si era sacrificato per salvare la nave come fece Spock Prime nel film Star Trek II - L'ira di Khan. Infine Khan viene ricongelato e rinchiuso in un magazzino segreto assieme al suo equipaggio.

### Strange New Worlds
Il personaggio di La'an Noonien-Singh, ufficiale addetto alla sicurezza della USS Enterprise NCC-1701, comandata dal capitano Christopher Pike, tra la fine degli anni cinquanta e l'inizio degli anni sessanta del XXIII secolo, è una discendente di Khan Noonien Singh. Pur non essendo a sua volta potenziata, il "peso" del nome del famigerato antenato le crea imbarazzo e situazioni spiacevoli, essendo stata a lungo bullizzata per il suo cognome.
Nell'episodio Domani e domani e domani (Tomorrow and Tomorrow and Tomorrow, 2023) della seconda stagione, ambientato nel 2022, Khan appare come un bambino di circa otto anni, interpretato da Desmond Silvan. Tale incongruenza viene spiegata introducendo una terrorista temporale romulana camuffata da umana, Sera (Adelaide Kane), che ha alterato la linea temporale, posticipando di circa trent'anni tutto ciò che avrebbe dovuto aver luogo nel 1992.

## Sviluppo
Originalmente Khan Noonien Singh doveva essere un personaggio in stile vichingo, ma Gene Roddenberry ebbe l'idea di sovvertire le aspettative del pubblico del periodo e farne un asiatico. Il nome del personaggio venne scelto da Roddenberry perché simile a quello di un suo compagno d'armi nella seconda guerra mondiale, sperando che questi lo contattasse, ma la cosa non avvenne. Per interpretare la parte si sarebbe voluto un attore asiatico o mediorientale, ma l'unico attore in grado di interpretare in modo convincente un superuomo del futuro era Ricardo Montalbán.
In Into Darkness - Star Trek del 2013, la parte è stata affidata all'attore britannico Benedict Cumberbatch, che ha l'aspetto più "vichingo" che non "asiatico".
Benché Khan sia un cattivo iconico e allo stesso modo l'episodio della serie classica Spazio profondo è uno degli episodi maggiormente amati dai trekker, non lo sono stati finché il personaggio non è stato portato sul grande schermo nel 1982 nel film scritto e diretto da Nicholas Meyer, Star Trek II - L'ira di Khan, che ha non solo rivitalizzato il personaggio, ma l'intero frannchise di Star Trek, dopo che l'omonimo film del 1979 non era riuscito nell'intento di far breccia nei cuori dei fan.

## Interpreti
Khan Noonien Singh viene interpretato dall'attore messicano Ricardo Montalbán nell'episodio Spazio profondo (Space Seeds, 1967) della serie classica e nel film Star Trek II - L'ira di Khan (Star Trek II: The Wrath of Khan, 1982). Il personaggio viene in seguito ripreso da Benedict Cumberbatch, che lo interpreta nel film della Kelvin Timeline, Into Darkness - Star Trek (Star Trek Into Darkness, 2013).
Nell'edizione italiana dell'episodio Spazio profondo, il personaggio di Khan viene doppiato in italiano da Franco Odoardi, mentre nel film L'ira di Khan viene doppiato da Dario Penne. A dare la voce al personaggio nel film Into Darkness è invece Simone D'Andrea.
Nell'episodio della seconda stagione della serie televisiva Star Trek: Strange New Worlds, Domani e domani e domani (Tomorrow and Tomorrow and Tomorrow, 2023), Khan Noonien Singh, bambino, appare interpretato da Desmond Sivan.

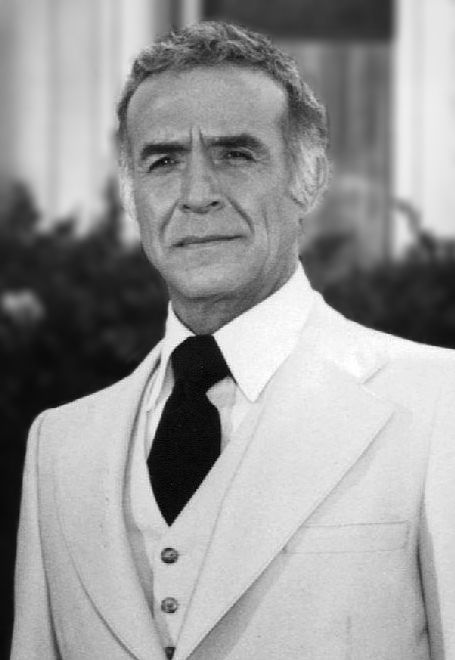
Ricardo Montalbán, il primo interprete di Khan
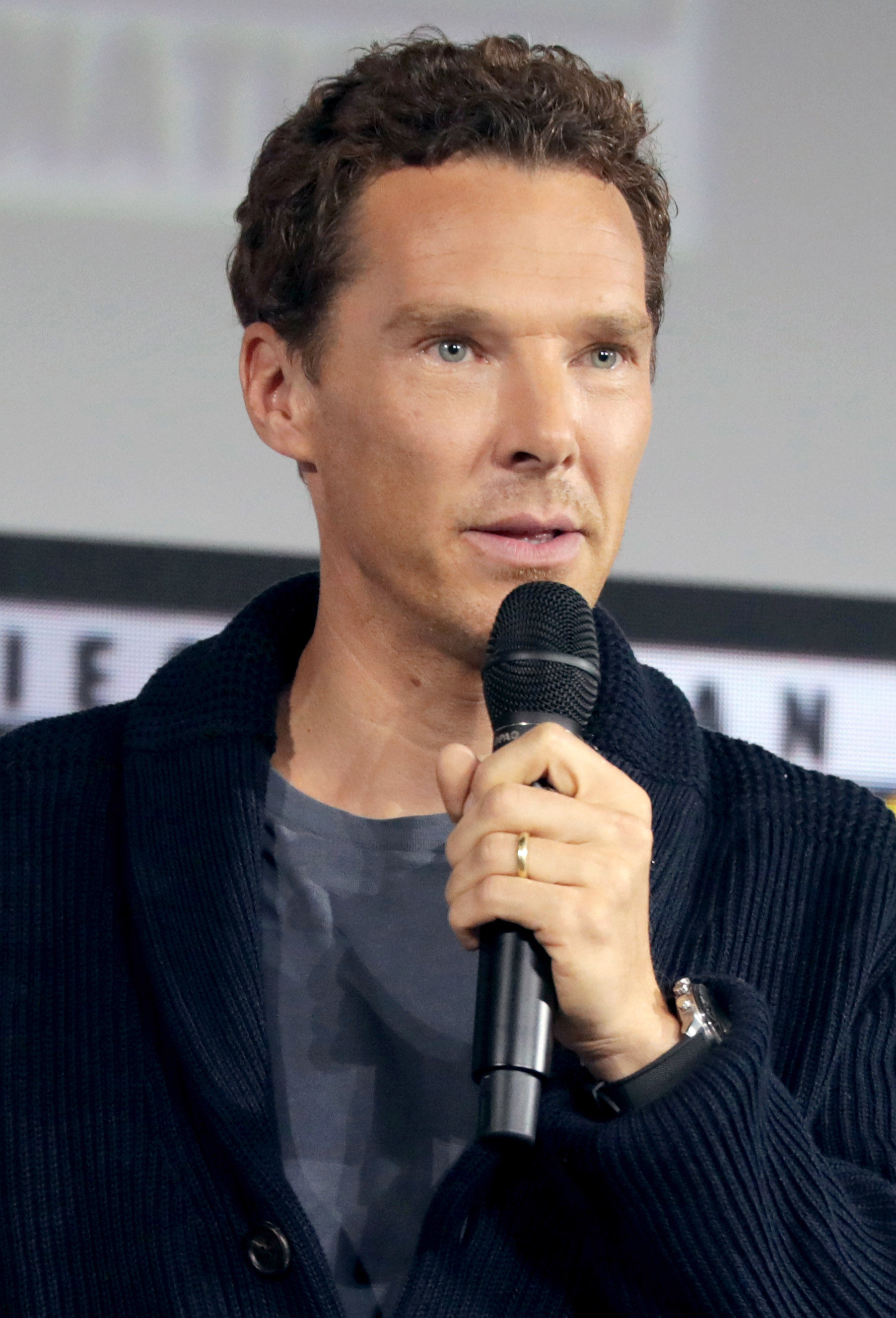
Benedict Cumberbatch, interprete di Khan nella Kelvin Timeline

## Accoglienza
L'interpretazione di Khan da parte di Ricardo Montalbán viene ampiamente elogiata da parte della critica. Il critico Christopher Null definisce Khan "il più grande ruolo interpretato da Montalbán in tutta la sua carriera". La critica di The New Yorker Pauline Kael afferma che l'interpretazione di Khan da parte dell'attore "è stata l'unica conferma che abbia mai avuto del suo potere di comandare il grande schermo". Roger Ebert del Chicago Sun-Times scrive che questo tipo di film è "buono quanto il suo cattivo" e la decisione di Montalbán di evitare ogni esagerazione, interpretando il personaggio come motivato da un "orgoglio profondamente ferito", ha ispirato una certa simpatia nei suoi confronti da parte del pubblico.
Joshua M. Patton di CBR. sostiene che Khan è così importante per Star Trek perché rappresenta la personificazione del lato peggiore dell'umanità. Secondo Roddenberry, infatti, i concetti di superiorità, violenza e autoritarismo sono gli ostacoli principali per la realizzazione di un futuro idilliaco. I numerosi ritorni del personaggio, prima in Star Trek II - L'ira di Khan, poi nella Kelvin Timeline, quindi nella nuova serie Star Trek: Strange New Worlds, rappresentano un avvertimento che queste debolezze umane sono costantemente in agguato e ci si deve da esse difendere. Il film Star Trek II ha inoltre contribuito a consolidare il franchise di Star Trek, rendendolo solido e duraturo. Ricardo Montalbán ha inoltre saputo rendere il personaggio affascinante, conferendogli al contempo serietà e umorismo, distinguendolo come un eroe negativo particolarmente forte, ponendolo come contraltare di James T. Kirk, dato che i cattivi contribuiscono a definire gli eroi, chi riesca a sconfiggere un cattivo come Khan è particolarmente vigoroso.
Ben Sherlock di Screen Rant sostiene che Khan è l'incarnazione dell'Übermensch teorizzato da Friedrich Nietzsche, un essere superiore sia fisicamente che mentalmente rispetto all'umanità moderna. Mentre molti cattivi di Star Trek sono malvagi solo per il gusto di esserlo, Khan ha un motivo molto profondo e radicato per accanirsi contro il suo rivale, il capitano Kirk. Dopo che il capitano dell'Enterprise lo salvò, Khan tentò di impossessarsi dell'astronave, così Kirk lo esiliò sul pianeta Ceti Alpha V, allora simile alla Terra, dove però, in seguito ai cambiamenti climatici ivi avvenuti, la moglie Marla morì. Khan maturò così un forte e determinato desiderio di vendetta nei confronti di Kirk e dell'Enterprise da spingersi all'autodistruzione pur di giungere al suo obiettivo. Così come altri critici, Sherlock sostiene inoltre che Ricardo Montalbán abbia dato in Star Trek II la sua più grande interpretazione di sempre, interpretando una parte difficile, quella di un cattivo profondamente convinto di non esserlo e agire nel giusto.

## Merchandising
- La Diamond Select ha realizzato un'edizione contenente lei action figure dei personaggi di Khan e Kirk come appaiono nell'episodio Spazio profondo, con Khan che indossa la giacca color oro e Kirk la blusa verde del capitano.[9][10] La stessa azienda ha realizzato inoltre un'edizione comprendente Khan e Kirk come appaiono nella scena finale dell'episodio in cui lottano tra loro, con Khan che indossa la tuta rossa e Kirk, sempre in blusa verde, che brandisce il tubo con cui sconfigge Khan.[11] Nel 2008, la stessa casa di giocattoli ha realizzato le action figure di Khan e Kirk da Spazio profondo anche nella Series 3 della linea caricaturale Minimates.[12]
- Tra il 2007 e il 2009 la casa di giocattoli statunitense EMCE Toys, che ha realizzato riproduzioni fedeli delle action figure della Mego degli anni settanta, in particolare quelli della serie classica di Star Trek, ha realizzato sette wave di personaggi della serie classica di Star Trek, compreso il personaggio, in precedenza non realizzato dalla Mego, di Khan, così come appare nell'episodio Spazio profondo.[13]
- Nel 2017 la Quantum Mechanix ha realizzato una action figure in scala 1/6 di Khan Noonien Singh così come appare nell'episodio Spazio profondo, con la caratteristica tuta rossa.[14][15] La figura è dotata di mani intercambiabili, un phaser piegato e il tubo con cui Kirk sconfigge Khan in sala macchine alla fine dell'episodio.[14][15]
- La casa di giocattoli statunitense Mego (distribuita originalmente in Italia dalla Harbert, dalla Polistil e dalla GiG), celebre negli anni settanta per le sue action figure da 8" di supererori Marvel e D.C. e di personaggi di film e telefilm, tra cui quelli della serie classica di Star Trek e del film Star Trek: The Motion Picture, risorta nel 2018, ha realizzato nel 2019,[N 1] all'interno della Wave Seven,[16] per la propria nuova linea di Star Trek, l'action figure di Khan[17] tratta dal film Star Trek II - L'ira di Khan.
- Nel giugno 2021 la Funko per la sua linea di action figure intitolata Pop!, ha distribuito i due personaggi di Khan e Kirk così come appaiono nell'episodio Spazio profondo.[18]

## Nella cultura popolare
- Una celebre battuta pronunciata da Khan Noonien Singh nel film Star Trek II, viene citata nel primo cartello che appare in apertura, dopo i titoli di testa, nel film diretto da Quentin Tarantino del 2003 Kill Bill: Volume 1. Il cartello recita testualmente: «"La vendetta è un piatto che va servito freddo." (Antico proverbio Klingon)» (in inglese «"Revenge is a dish best served cold." (Old Klingon Proverb)»).[19]

## Filmografia

### Cinema
- Star Trek II - L'ira di Khan, regia di Nicholas Meyer (1982)
- Into Darkness - Star Trek, regia di J. J. Abrams (2013)

### Televisione
- Star Trek - serie televisiva, episodio 1x22 (1967)
- Star Trek: Strange New Worlds, episodio 2×03 (2023)

## Pubblicazioni

### Romanzi
- (EN) Vonda N. McIntyre, Star Trek II: The Wrath Of Khan, Pocket Books, 1982, ISBN 0671456105.
- (EN) James Blish, Star Trek 2, collana Star Trek, n. 2, Bantam Books, 1997, ISBN 0848807383.
- (EN) Greg Cox, The Rise and Fall of Khan Noonien Singh, collana Star Trek: The Eugenics Wars, n. 1, Pocket Books, 2002, ISBN 0743406427.
- (EN) Greg Cox, The Rise and Fall of Khan Noonien Singh, collana Star Trek: The Eugenics Wars, n. 2, Pocket Books, 2003, ISBN 0743406443.
- (EN) Greg Cox, To Reign in Hell. The Exile of Khan Noonien Singh, collana Star Trek: The Eugenics Wars, n. 3, Pocket Books, 2006, ISBN 0743457129.
- (EN) David Tipton, Khan. Ruling in Hell, collana Star Trek, illustrazioni di Fabio Montovani, n. 14, IDW Publishing, 2011, ISBN 1600109098.
- (EN) Alan Dean Foster, Star Trek Into Darkness, Pocket Books, 2013, ISBN 147671651X.

### Fumetti
- (EN) Chris Claremont, tar Trek: Debt of Honor, Pocket Books, 1992, ISBN 1563890313.